# Гаврилов, Андрей Владимирович (пловец)
Андрей Владимирович Гаврилов (род. 4 мая 1974, Темиртау, Карагандинская область) — казахстанский пловец, специализировавшийся в баттерфляе и комбинированном плавании. Участник двух Олимпийских игр 1996 и 2000 годов.

## Биография
Андрей Гаврилов родился родился 4 мая 1974 года в Темиртау.
Умер 5 мая 2002 года.

## Карьера
В 1994 году Андрей Гаврилов принял участие на чемпионате мира в Италии. На дистанции 100 метров баттерфляем в первом раунде он показал лишь 51-й результат с результатом 57,29 с, и не квалифицировался в следующий раунд. В том же году принял участие на Азиатских играх в Японии, где стал четвёртым и восьмым на дистанциях 100 м и 200 м баттерфляем.
В 1995 году Гаврилов принял участие на этапе Кубка мира в Германии, заняв пятое и шестое места на дистанциях 50 м и 100 м баттерфляем.
В 1996 году принял участие на первых своих Олимпийских играх в Атланте. Он занял 21-е место в плавании на 100 метров баттерфляем с результатом 54,56 с (в первом раунде).
В 1998 году на Азиатских играх в Таиланде стал пятым на стометровой дистанции баттерфляем с результатом 55,41 с.
В 2000 году на Олимпийских играх в Сиднее второй раз в карьере выступил на дистанции 100 м баттерфляем, но стал лишь 49-м с результатом 56,14 с.